# Abraxas hypsata
Abraxas hypsata är en fjärilsart som beskrevs av Felder 1874. Abraxas hypsata ingår i släktet Abraxas och familjen mätare. Inga underarter finns listade i Catalogue of Life.